# براين نيلسون
براين نيلسون (بالإنجليزية: Brianne Nelson)‏ هي عداءة المسافات الطويلة أمريكية، ولدت في 27 أكتوبر 1980.

## وصلات خارجية
- براين نيلسون على موقع الاتحاد الدولي لألعاب القوى (الإنجليزية)